# Globitarsus
Globitarsus is een geslacht van hooiwagens uit de familie Cranaidae.
De wetenschappelijke naam Globitarsus is voor het eerst geldig gepubliceerd door Roewer in 1913. 

## Soorten
Globitarsus is monotypisch en omvat slechts de volgende soort:
- Globitarsus angustus